# Chattanooga FC
Chattanooga FC is een Amerikaanse voetbalclub uit Chattanooga. De ploeg komt uit in de MLS Next Pro. De club werd opgericht in 2009 en speelt in het Finley Stadium. 

## Erelijst
NISA Independent Cup Southeast2020, 2021, 2022, 2023
NISA Leagues Cup2023
National Premier Soccer League South Region2014, 2015, 2016
National Premier Soccer League Southeast Conference2010, 2012, 2013, 2014, 2015, 2016, 2018, 2019
Hank Steinbrecher Cup2015

## Bekende (oud-)spelers
- Mehdi Ouamri